# バンジャール
バンジャール（banjar）とは、インドネシア・バリ島にみられる地域コミュニティである。

## 概要

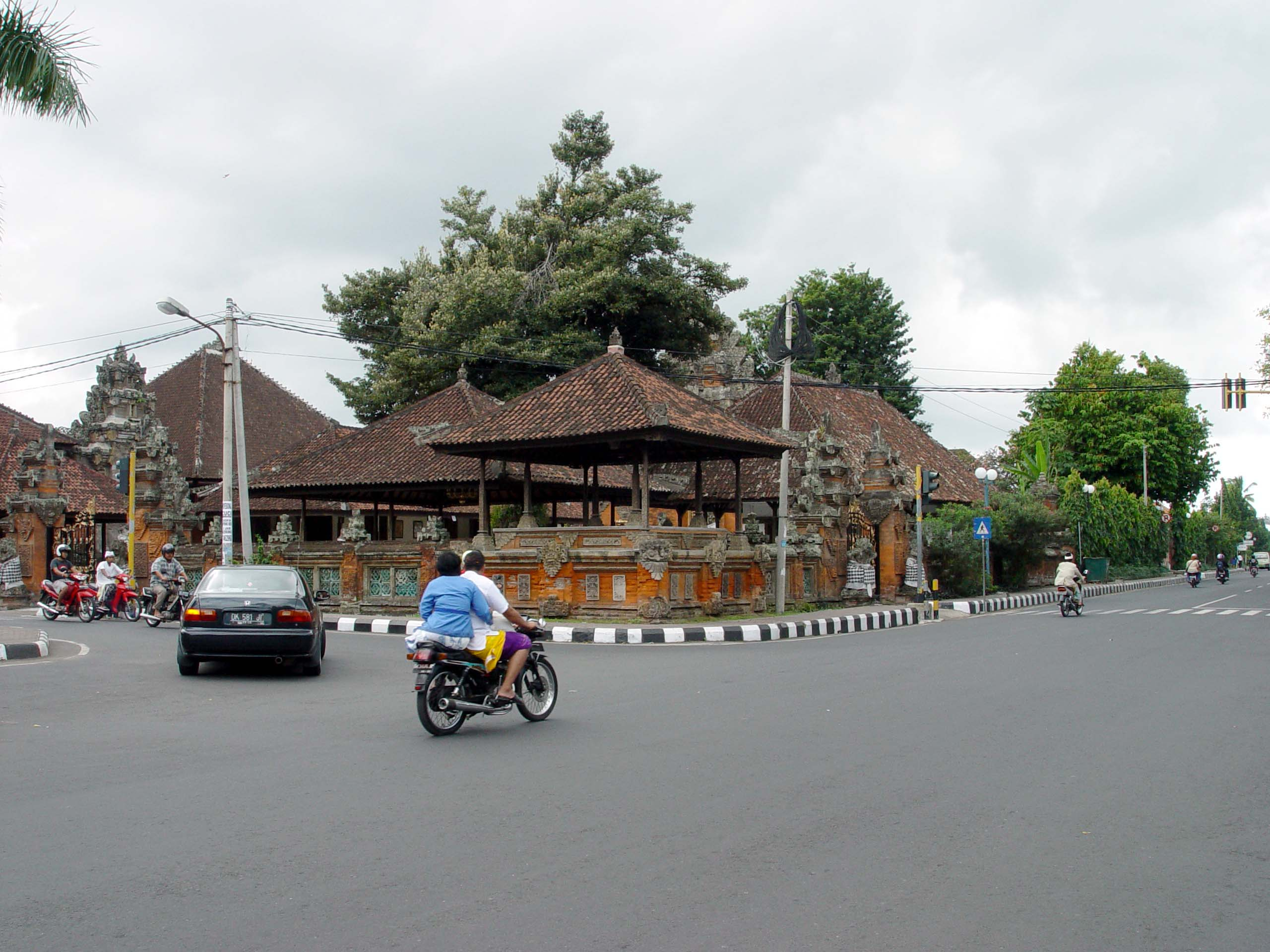
バンジャールの集会所（ギャニャール県）

バンジャールは、形式的には居住単位であり、デサの既婚の男性居住者がそのメンバーとなるが、実際は「絶対主義的といえるほどの最高権力を持つ」（クリフォード・ギアツ）共同体であり、メンバーの生活のための法的、物質的、道徳的条件を整える役割を果たしている。
10世紀の古バリ語の碑文には、寺社関連の活動についてこの「バンジャール」の語がみられる。また、「バンジャール・パトゥス」（義務的な儀式参加）、「バンジャール・スカ・ドゥカ」（冠婚葬祭の相互扶助）という言葉にあるように、バンジャールの起源は、バリ・ヒンドゥーに根ざしたライフサイクルの儀式、とりわけ葬儀の準備・実行にあるとされている。しかし、その起源はどうあれ、一般にバンジャールは「親族のような共同体」と見なされている。
そして、バンジャールのメンバーシップである「クマラ・バンジャール」から除名されることは、バリの人びとにとって「甘んじて死を待つに等しい」事態である。
なお、行政事務を取り扱うバンジャールと同規模の組織としてドゥスンが並立している。かつて、バンジャールとドゥスンは、それぞれバンジャール・アダット、バンジャール・ディナスと呼ばれ（アダットは慣習を意味し、ディナスは行政を意味する）、役員構成員が重なる地域もあった。